# Герб Верхнього Вербожа
Герб Ве́рхнього Вербіжа́ — офіційний символ села Верхнього Вербіжа, Коломийського району Івано-Франківської області, затверджений 27 грудня 2008 р. рішенням XX сесії Верхньовербізької сільської ради. Герб є промовистим.
Автор — О. Селезінчук.

## Опис герба
На золотому полі верба з зеленими гілками та листям, над ним справа — зелене яблуко з листком, зліва — червоний кетяг калини з зеленим листком, внизу — синя понижена хвиляста балка, під якою квітки білоцвіту весняного. Щит обрамований декоративним картушем i увінчаний золотою сільською короною.

## Значення символів
Верба вказує на назву села. Калина — символ краси та чистоти. Яблуко місцевого сорту, квітки білоцвіту весняного та синя річка відображають багаті природні ресурси.